# Aurantinidine
L'aurantinidine est un colorant végétal rouge hydrosoluble. C'est un composé de la famille des anthocyanidines, le dérivé hydroxylé de la pélargonidine. On a rapporté la présence de l'aurantinidine dans  l'Impatiens aurantiaca (Balsaminaceae) ainsi que dans les espèces cultivées d'Alstroemeria.